# Astragalus amabilis
Astragalus amabilis är en ärtväxtart som beskrevs av Mikhail Grigoríevič Popov. Astragalus amabilis ingår i släktet vedlar, och familjen ärtväxter. Inga underarter finns listade i Catalogue of Life.